# Pyrolycus moelleri
Pyrolycus moelleri är en fiskart som beskrevs av Anderson 2006. Pyrolycus moelleri ingår i släktet Pyrolycus och familjen tånglakefiskar. Inga underarter finns listade i Catalogue of Life.